# Anita Straker
Anita Straker és una pedagoga britànica. Després d'haver estat mestra de matemàtiques, ha estat inspectora d'escola. Treballant al Departament de l'Educació, ha estat pionera en el desenvolupament de la informàtica en el medi escolar.
Als anys vuitanta, va dissenyar els videojocs educatius "La torre de Martello" (Martello Tower) i "El castell de Merlí" (Merlin's Castle) per a la BBC Micro. Als anys 1990 va crear l'Estratègia Nacional de Numeració (National Numeracy Strategy) per l'ensenyament precoç de les matemàtiques a les escoles.
És membre de l'Orde del Bany (Order of the Bath) i oficial de l'Orde de l'Imperi Britànic. Anita Straker ha escrit diversos manuals de matemàtiques.